# Jo Stafford

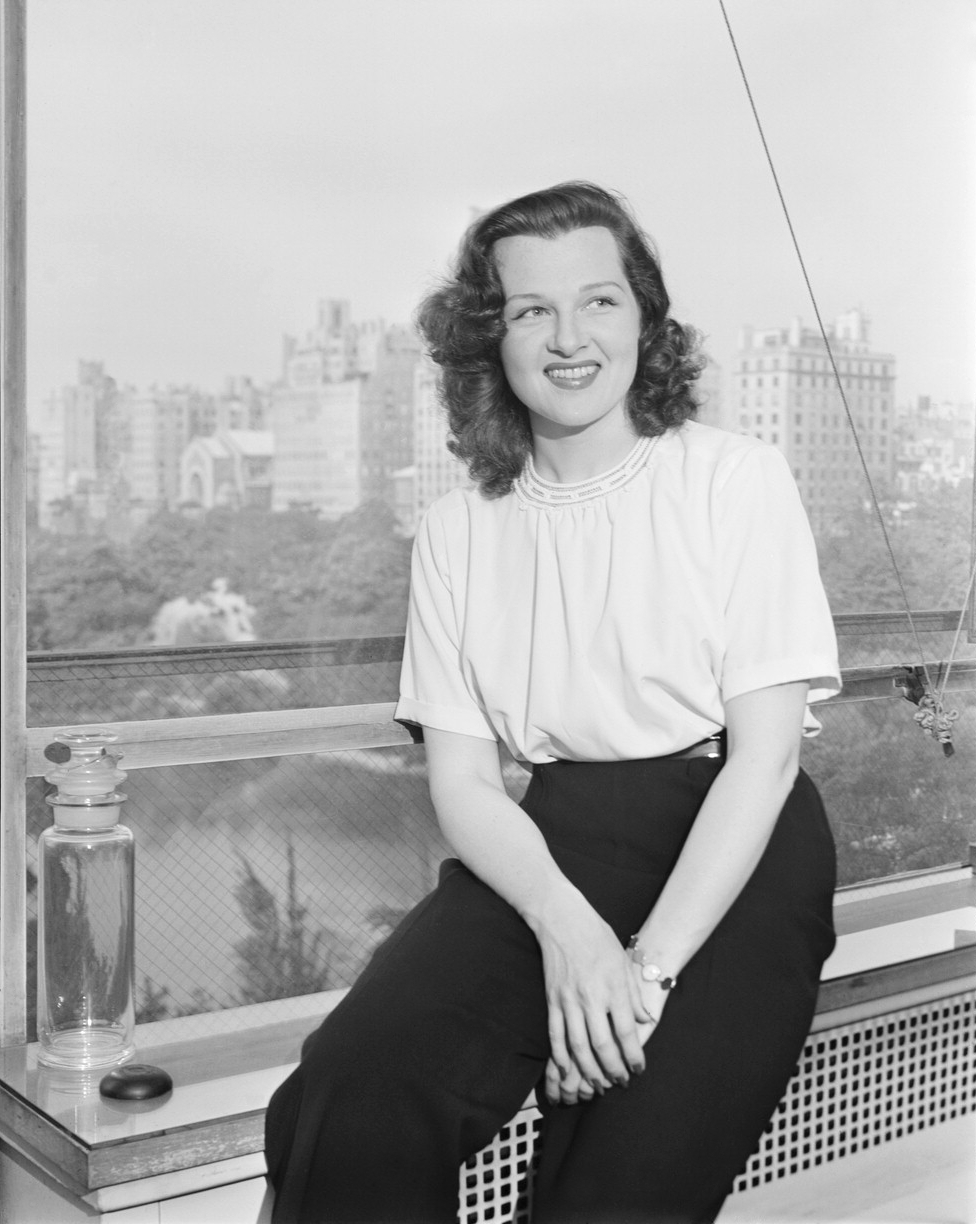
Jo Stafford, ca. Juli 1946.
Fotografie von William P. Gottlieb

Jo Elizabeth Stafford (* 12. November 1917 in Coalinga, Kalifornien; † 16. Juli 2008 in Century City, Los Angeles) war eine US-amerikanische mit dem Grammy ausgezeichnete Pop- und Jazz-Sängerin. Zwischen 1944 und 1959 gelangen ihr über 80 Hits in den US-amerikanischen Single-Charts. Darunter die beiden Nummer-eins-Hits You Belong to Me (1952) und Make Love to Me (1954).

## Die frühen Jahre
Jo wurde als Tochter des Ehepaares Grover Cleveland Stafford und Anna York Stafford, einer entfernten Cousine von Sergeant Alvin York, geboren. Da sie ursprünglich Opernsängerin werden wollte, nahm sie klassischen Gesangsunterricht und lernte zudem das Klavierspiel. Während der Weltwirtschaftskrise 1929 gab sie diese Pläne jedoch auf und schloss sich direkt nach ihrem Schulabschluss ihren Schwestern Christine und Pauline an. Gemeinsam waren sie als Vokalgruppe erfolgreich, hatten Radioauftritte und sangen Hintergrundmusik in Filmen. Ihre erste Radioshow war „Californian Melodies“ unter der Leitung von Davis Boekman; dann hatten die Schwestern eine fünfzehnminütige Show beim Sender WHJ, bei der Jo Stafford gleichzeitig als Pianistin tätig war. Die Staffords waren auch an der Musik zu den Filmen "Damsel in Distress" und "Alexander's Ragtime Band" beteiligt; bei der Arbeit an diesem Film lernte sie Chuck Lowry, John Huddleston und den Gitarristen Clark Yocum kennen, mit denen sie später das Vokalensemble The Pied Pipers bildete.

## The Pied Pipers
Nach der Heirat ihrer Schwestern brach die Gruppe auseinander und Jo schloss sich einer neuen Band, den Pied Pipers, an. Die Gruppe wurde sehr schnell populär (Let’s Get Away from It All) und arbeitete in lokalen Radiostationen und an Soundtracks von Spielfilmen. Hier wurden Axel Stordahl und Paul Weston, zwei Produzenten von Tommy Dorsey auf die Band aufmerksam. 1938 überredete Weston Dorsey, The Pied Pipers für seine Radioshow in New York zu verpflichten. Dorsey gab ihnen einen Vertrag für zehn Wochen. Nach Ausstrahlung der zweiten Sendung bekundete der Sponsor der Radiostation jedoch sein Missfallen über die Band und sie wurden gefeuert. Danach arbeiteten sie mit Frank Sinatra zusammen.

## Solokarriere
Nachdem Jo Stafford die Pied Pipers verlassen hatte, arbeitete sie mit Johnny Mercer, der im Jahr 1942 das Schallplattenlabel Capitol Records mitgegründet hatte. Mercer nahm sie als Solistin auf. In den 1950er Jahren setzte sie ihre erfolgreiche Karriere fort; ihre größten Hits waren Embraceable You, It Could Happen to You, The Night We Called it a Day, Long Ago and Far Away, No Other Love, am erfolgreichsten war sie aber mit dem Titel You Belong to Me.

## Comedian
Mit ihrem Mann Paul Weston arbeitete sie in den 1960er Jahren als Comedy-Act zusammen. Für das Album „Jonathan and Darlene Edwards in Paris“ erhielt sie 1961 den Grammy für das beste Album des Genres. Stafford zog sich aber ab 1966 zunehmend aus dem Musikgeschäft zurück, um sich um ihre Familie zu kümmern. Einen (von alten Aufnahmen eingespielten) „Kurzauftritt“ hat Jo Stafford auf Charlie Hadens Album "Haunted Heart" von 1990.

## Diskografie
Hinweis: Die Chartnotierungen beziehen sich jeweils auf die Verkaufshitparade der Popmusikcharts von Billboard, die als direkte Vorläufer der heute bekannten Billboard 200 (Alben) und Billboard Hot 100 (Singles) eingeordnet werden.

### Alben
| Jahr | Titel Musiklabel            | Höchstplatzierung, Gesamtwochen, AuszeichnungChartsChartplatzierungen (Jahr, Titel, Musiklabel, Platzierungen, Wochen, Auszeichnungen, Anmerkungen) | Anmerkungen                                                                     |
| Jahr | Titel Musiklabel            | US | Anmerkungen                                                                     |
| ---- | --------------------------- | --- | ------------------------------------------------------------------------------- |
| 1947 | All Time Hits Victor P-163  | US2 (16 Wo.)US | Tommy Dorsey & his Orchestra mit Frank Sinatra, Jo Stafford und the Pied Pipers |
| 1949 | Kiss Me Kate Capitol CD-144 | US9 (2 Wo.)US | Jo Stafford und Gordon MacRae mit Paul Weston & his Orchestra                   |

Weitere Alben
| - 1949: Jo Stafford with Gordon MacRae - 1950: Autumn in New York - 1950: Songs for Sunday Evening - 1950: American Folk Songs - 1950: Songs of Faith - 1952: As You Desire Me - 1953: Starring Jo Stafford - 1953: Broadway’s Best - 1954: A Portrait of New Orleans - 1954: Garden of Prayer - 1954: My Heart’s in the Highlands - 1955: Soft and Sentimental - 1955: Songs of Scotland - 1955: Memory Songs - 1955: Happy Holiday - 1956: Ski Trails - 1956: A Gal Named Jo - 1957: Once Over Lightly - 1958: Swingin’ Down Broadway - 1958: Jo’s Greatest Hits - 1959: I’ll Be Seeing You - 1959: Ballad of the Blues - 1960: Jonathan and Darlene Edwards in Paris - 1960: Jo + Jazz - 1961: Music of My Life - 1962: Whispering Hope - 1963: Peace in the Valley - 1963: Getting Sentimental over Tommy Dorsey - 1964: The Hits of Jo Stafford - 1964: Jo Stafford’s Sweet Hour of Prayer - 1964: The Joyful Season - 1966: This Is Jo Stafford - 1966: Do I Hear a Waltz? - 1970: Big Band Sound - 1985: The Piano Artistry of Jonathan Edwards - 1987: G.I. Jo - 1987: Broadway Revisited - 1989: You Belong to Me - 1990: America’s Most Versatile Singing Star - 1991: Capitol Collectors series - 1991: Fabulous Song Stylists - 1992: You’ll Never Walk Alone - 1993: Greatest Hits - 1995: 16 Most Requested Songs - 1995: The Very Best of Jo Stafford - 1995: Say It’s Wonderful - 1995: For You - 1996: Spotlight on Jo Stafford - 1996: Jazz - 1996: Drifting and Dreaming with Jo Stafford - 1997: The Jo Stafford Story - 1997: The One and Only - 1998: Walkin’ My Baby Back Home - 1998: G.I. Jo Sings the Hits - 1998: Too Marvelous for Words | - 1998: Coming Back Like a Song: 25 Hits 1941–47 - 1998: No Other Love - 1998: Jo Stafford (1940–44) - 1999: Happy Holidays: I Love the Winter Weather - 1999: Jo + Broadway - 1999: Jo + Blues - 1999: Songs of Faith, Hope and Love - 2000: Just Reminiscin’ - 2000: Jo & Friends - 2001: The Columbia Hits Collection - 2001: Candy - 2001: Haunted Heart - 2001: A You’re Adorable - 2001: International Hits - 2001: Cocktail Hour - 2001: The Magic of Jo Stafford - 2001: My Darling, My Darling - 2001: Jo Stafford on Capitol - 2001: The Old Rugged Cross - 2001: Best of the War Years - 2001: Platinum Collection - 2001: The Two of Us - 2002: Yes Indeed - 2002: I Remember You - 2002: The Ultimate - 2003: The Best of Jo Stafford - 2003: Meet Jo Stafford - 2004: The Columbia Singles Collection, Vol. 1 - 2004: You Belong to Me (Memoir) - 2004: You Belong to Me (Remember) - 2004: You Belong to Me (Rajon) - 2004: You Belong to Me (ASV/Living Era) - 2004: Stars of the Summer Night - 2004: Over the Rainbow - 2005: Alone and Together - 2005: Memories Are Made of These - 2006: Love, Mystery and Adventure - 2006: Sincerely Yours - 2006: This is Gold - 2006: Vintage Years - 2006: All Hits! - 2007: Ultimate Capitol Collection - 2007: Jo Stafford and Friends - 2007: Blues in the Night - 2008: Her Greatest Hits - 2008: You Belong to Me - 2009: The Capitol Rarities 1943–1950 - 2009: Reflections: The Ultimate Collection - 2010: Beyond the Stars: Key Recordings 1940–1959 - 2010: The Best of Jo Stafford - 2010: At the Supper Club - 2011: At the Supper Club II - 2011: At the Supper Club III - 2011: For You |

### Singles
| Jahr | Titel Album                                     | Höchstplatzierung, Gesamtwochen, AuszeichnungChartplatzierungen (Jahr, Titel, Album, Platzierungen, Wochen, Auszeichnungen, Anmerkungen) | Höchstplatzierung, Gesamtwochen, AuszeichnungChartplatzierungen (Jahr, Titel, Album, Platzierungen, Wochen, Auszeichnungen, Anmerkungen) | Anmerkungen |
| Jahr | Titel Album                                     | UK | US | Anmerkungen |
| ---- | ----------------------------------------------- | --- | --- | --- |
| 1941 | Yes Indeed! (De verdad que si!) –               | — | US4 (14 Wo.)US | Tommy Dorsey & his Orchestra, Refraingesang von Sy Oliver und Jo Stafford                                                      |
| 1944 | I Love You (From "Mexican Hayride") –           | — | US8 (4 Wo.)US | mit Paul Weston & his Orchestra B-Seite von Long Ago (and Far Away)                                                            |
| 1944 | It Could Happen to You –                        | — | US10 (1 Wo.)US | mit Paul Weston & his Orchestra Version des Stückes aus der Paramount-Produktion And the Angels Sing                           |
| 1944 | Long Ago (and Far Away) –                       | — | US6 (12 Wo.)US | mit Paul Weston & his Orchestra Version des Stückes aus der Columbia-Produktion Es tanzt die Göttin                            |
| 1945 | Candy –                                         | — | US2 (15 Wo.)US | Johnny Mercer, Jo Stafford & the Pied Pipers mit Paul Weston & his Orchestra                                                   |
| 1945 | That’s for Me –                                 | — | US9 (1 Wo.)US | mit Orchester Version des Stückes aus der 20th Century-Fox-Produktion Jahrmarkt der Liebe                                      |
| 1945 | Let’s Take The Long Way Home –                  | — | — | mit Paul Weston & his Orchestra Version des Stückes aus der Paramount-Produktion Here Come The Waves                           |
| 1945 | Out Of This World –                             | — | — | mit Paul Weston & his Orchestra B-Seite von There’s No You; Version des Stückes aus der Paramount-Produktion Out of This World |
| 1945 | There’s No You –                                | — | — | mit Paul Weston & his Orchestra                                                                                                |
| 1946 | Symphony –                                      | — | US4 (6 Wo.)US | mit Paul Weston & his Orchestra                                                                                                |
| 1947 | Feudin’ and Fightin’ –                          | — | US10 (1 Wo.)US | mit the Starlighters und Paul Weston & his Orchestra                                                                           |
| 1947 | Serenade of the Bells –                         | — | US6 (9 Wo.)US | Jo Stafford und Chor mit Paul Weston & his Orchestra                                                                           |
| 1948 | Bluebird of Happiness –                         | — | US16 (3 Wo.)US | mit Gordon MacRae mit Männerchor B-Seite von Say Something Sweet to Your Sweetheart                                            |
| 1948 | Say Something Sweet to Your Sweetheart –        | — | US20 (6 Wo.)US | mit Gordon MacRae mit the Starlighters                                                                                         |
| 1948 | My Darling, My Darling –                        | — | US3 (16 Wo.)US | mit Gordon MacRae & the Starlighters mit Orchester Version des Stückes aus dem Broadway-Musical Where’s Charley?               |
| 1948 | Ev’ry Day I Love You (Just A Little Bit More) – | — | US29 (1 Wo.)US | mit Paul Weston & his Orchestra Version des Stückes aus der Warner-Bros.-Produktion Two Guys from Texas                        |
| 1949 | Some Enchanted Evening –                        | — | US21 (5 Wo.)US | mit Paul Weston und Orchester Version des Stückes aus dem Broadway-Musical South Pacific                                       |
| 1949 | "A" You’re Adorable (The Alphabet Song) –       | — | US4 (13 Wo.)US | mit Gordon MacRae und Paul Weston & his Orchestra B-Seite von Need You                                                         |
| 1949 | Bibbidi-Bobbidi-Boo (the Magic Song) –          | — | US19 (7 Wo.)US | mit Gordon MacRae und Paul Weston & his Orchestra Version des Stückes aus der Disney-Produktion Cinderella                     |
| 1949 | Echoes –                                        | — | US24 (5 Wo.)US | mit Gordon MacRae und Paul Weston & his Orchestra B-Seite von Bibbidi-Bobbidi-Boo (the Magic Song)                             |
| 1949 | Need You –                                      | — | US11 (10 Wo.)US | mit Gordon MacRae und Paul Weston & his Orchestra                                                                              |
| 1949 | Whispering Hope –                               | — | US6 (23 Wo.)US | mit Gordon MacRae und Paul Weston & his Orchestra                                                                              |
| 1950 | Goodnight, Irene –                              | — | US26 (1 Wo.)US | mit Vocal Trio und Harold Mooney & his Orchestra                                                                               |
| 1950 | No Other Love –                                 | — | US8 (11 Wo.)US | mit Paul Weston & his Orchestra, Piano: George Greeley B-Seite von Sometime                                                    |
| 1950 | Sometime –                                      | — | US27 (3 Wo.)US | mit Paul Weston & his Orchestra, Piano: George Greeley                                                                         |
| 1950 | Dearie –                                        | — | US12 (11 Wo.)US | und Gordon MacRae mit Paul Weston & his Orchestra                                                                              |
| 1950 | Simple Melody –                                 | — | US27 (3 Wo.)US | und the Starlighters mit Paul Weston’s Dixie Eight                                                                             |
| 1951 | Tennessee Waltz –                               | — | US17 (1 Wo.)US | |
| 1951 | Pretty-Eyed Baby –                              | — | US29 (2 Wo.)US | mit Frankie Laine |
| 1951 | Hey Good Lookin’ –                              | — | US20 (3 Wo.)US | mit Frankie Laine |
| 1951 | Gambella (The Gamblin’ Lady) –                  | — | US27 (3 Wo.)US | mit Frankie Laine |
| 1951 | Shrimp Boats –                                  | — | US2 (17 Wo.)US | mit Paul Weston |
| 1952 | Hambone –                                       | — | US15 (7 Wo.)US | mit Frankie Laine |
| 1952 | A-Round The Corner –                            | — | US22 (5 Wo.)US | |
| 1952 | You Belong To Me –                              | UK1 (19 Wo.)UK | US1 (24 Wo.)US | |
| 1952 | Jambalaya –                                     | UK11 (2 Wo.)UK | US3 (20 Wo.)US | |
| 1952 | Tonight We’re Settin’ the Woods on Fire –       | — | US26 (2 Wo.)US | mit Frankie Laine |
| 1952 | Keep It a Secret –                              | — | US6 (17 Wo.)US | |
| 1953 | (Now and Then There’s) A Fool Such as I –       | — | US20 (1 Wo.)US | |
| 1954 | Make Love To Me –                               | UK8 (1 Wo.)UK | US1 (21 Wo.)US | |
| 1954 | Thank You for Calling –                         | — | US19 (8 Wo.)US | |
| 1954 | Teach Me Tonight –                              | — | US23 (6 Wo.)US | |
| 1955 | Suddenly There’s A Valley –                     | UK12 (6 Wo.)UK | US16 (14 Wo.)US | |
| 1955 | It’s Almost Tomorrow –                          | — | US19 (20 Wo.)US | |
| 1956 | All Night Long –                                | — | US99 (1 Wo.)US | |
| 1956 | With A Little Bit Of Luck –                     | — | US85 (3 Wo.)US | |
| 1956 | Love Me Good –                                  | — | US62 (2 Wo.)US | |
| 1957 | Wind In The Willows –                           | — | US53 (12 Wo.)US | |

grau schraffiert: keine Chartdaten aus diesem Jahr verfügbar
Weitere Singles
| - 1944: The Trolley Song (mit The Pied Pipers) - 1944: Old Acquaintance - 1944: How Sweet You Are - 1944: I Love You - 1945: On The Sunny Side Of The Street - 1946: Day by Day - 1946: This Is Always - 1946: You Keep Coming Back Like a Song - 1946: The Things We Did Last Summer - 1946: White Christmas - 1947: Sonata - 1947: Ivy - 1947: A Sunday Kind of Love - 1947: Temptation (Tim-tayshun) (mit Red Ingle & the Natural Seven) - 1947: I’m So Right Tonight - 1947: The Stanley Steamer - 1947: Love and the Weather - 1947: The Gentleman Is a Dope - 1948: The Best Things in Life Are Free - 1948: I Never Loved Anyone - 1948: I’m My Own Grandmaw - 1948: Haunted Heart - 1948: Suspicion - 1948: Better Luck Next Time - 1949: Congratulations - 1949: Here I’ll Stay - 1949: Once and for Always - 1949: Homework - 1949: Just One Way To Say I Love You - 1949: Ragtime Cowboy Joe | - 1949: The Last Mile Home - 1949: If I Ever Love Again - 1950: Scarlet Ribbons (For Her Hair) - 1950: Diamonds Are a Girl’s Best Friend - 1950: Open Door, Open Arms - 1950: Play a Simple Melody - 1950: If You’ve Got the Money, I’ve Got the Time - 1951: If - 1951: It Is No Secret - 1951: Somebody - 1951: In the Cool, Cool, Cool of the Evening (mit Frankie Laine) - 1951: Kissing Bug Boogie - 1952: Raminay! (The New Orleans Chimney Sweep) - 1952: Piece A-Puddin’ (mit Frankie Laine) - 1952: Early Autumn - 1953: Chow Willy (mit Frankie Laine) - 1953: Without My Lover - 1953: Just Another Polka - 1953: Way Down Yonder in New Orleans (mit Frankie Laine) - 1954: Indiscretion - 1954: Goin’ Like Wildfire (mit Frankie Laine) - 1954: Where Are You - 1955: Don’t Get Around Much Anymore - 1955: Darling! Darling! Darling! - 1955: I Got a Sweetie - 1955: Young and Foolish - 1955: Ain’tcha-cha Comin’ Out T-tonight? - 1956: On London Bridge - 1959: Pine Top’s Boogie |